# Circus cinereus
L'albanella cinerea (Circus cinereus Vieillot, 1816) è un rapace sudamericano appartenente alla famiglia Accipitridae.

## Distribuzione e habitat
Il suo areale si estende dalla Terra del Fuoco attraverso l'Argentina e il Cile, fino alla Bolivia, Paraguay, Perù e Brasile meridionale e attraverso le Ande a nord della Colombia.
La popolazione di uccelli è in declino, ma a causa del suo vasto areale non è considerata vulnerabile. Il termine latino cinereus descrive la sua colorazione.